# Robert Grosche
Robert Grosche (* 7. Juni 1888 in Düren; † 21. Mai 1967 in Köln) war ein deutscher römisch-katholischer Theologe.

## Werdegang

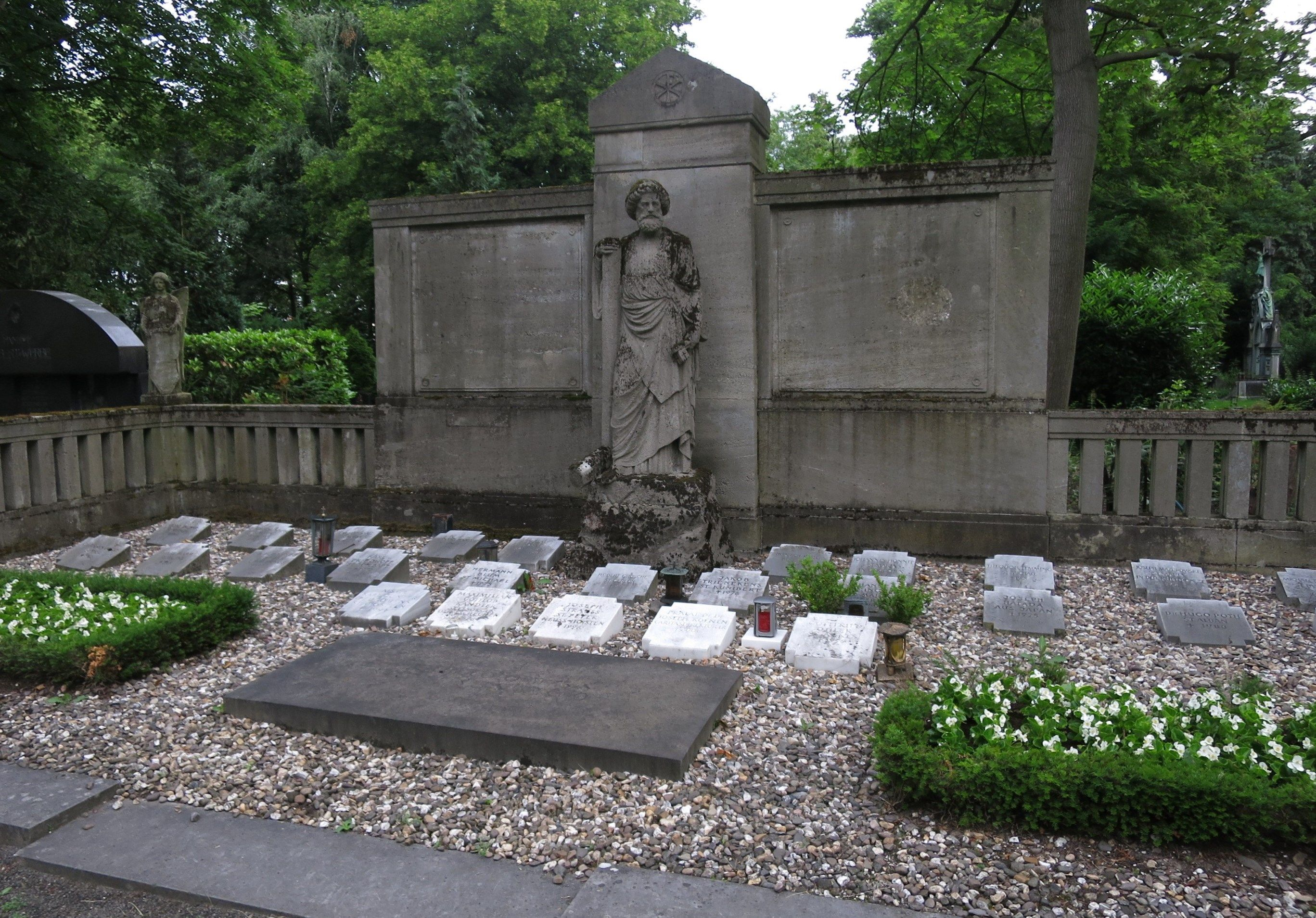
Gemeinschaftsgrabstätte Kölner Pfarrer (Friedhof Melaten)

Grosche studierte Katholische Theologie an der Universität Bonn. 1908 trat er der katholischen Studentenverbindung AV Cheruscia Münster bei. Am 10. August 1912 wurde er zum Priester geweiht. Von 1920 bis 1930 war er Studentenpfarrer an der Universität Köln. Während dieser Zeit bereitete er seine Promotionsschrift vor, die er 1924 vorlegte.
Ab 1930 war er Pfarrer in Brühl-Vochem, von 1941 an Pfarrer an Mariä Himmelfahrt in Köln. 1943 wurde er zum Stadtdechanten ernannt, 1944 zum nichtresidierenden Domkapitular. Ab 1945 war er Pfarrer an St. Gereon.
Von 1954 bis zu seinem Tod war er Honorarprofessor an der Universität Köln. Er war Herausgeber der kontroverstheologischen Vierteljahresschrift Catholica.
Robert Grosche starb 1967 im Alter von 78 Jahren und wurde im Gemeinschaftsgrab der Kölner Pfarrer auf dem Melaten-Friedhof (MA bei Flur 68) begraben.

## Ehrungen
- 1953: Großes Verdienstkreuz der Bundesrepublik Deutschland
- 1953: Ehrendoktor der Theologischen Fakultät der Universität Bonn